# Manuel Diez de Bonilla

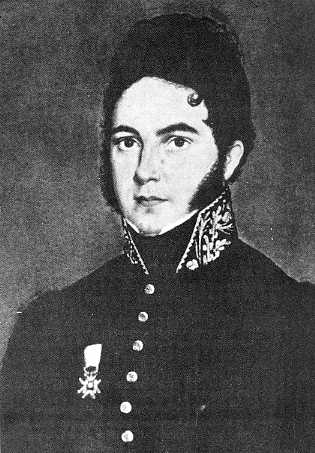
Diez de Bonilla

Manuel Diez de Bonilla (* 2. Februar 1800 im Bundesstaat México; † 5. August 1864 in Mexiko-Stadt) war ein mexikanischer Botschafter.

## Leben
Der Vatikan erkannte die Unabhängigkeit Mexikos am 29. November 1836 an. Gesandte der mexikanischen Regierung beim Vatikan waren der Bischof von Puebla Francisco Pablo Vázquez, der 1831 unempfangen abzog, und anschließend ebenso Ignacio de la Tejada. Später wurde für Manuel Lorenzo Justiniano de Zavala y Sáenz ein Akkreditierungsschreiben ausgestellt, das er ebenfalls nicht anbringen konnte. Das Akkreditierungsschreiben für Manuel Diez de Bonilla an den Vatikan wurde am 7. November 1836 vom Staatssekretär Gregors XVI., Luigi Lambruschini, entgegengenommen.
| Vorgänger              | Amt                                                                        | Nachfolger               |
| ---------------------- | -------------------------------------------------------------------------- | ------------------------ |
| —                      | Mexikanischer Botschafter in San José 3. Juni 1831 bis 22. Januar 1833     | José Miguel Arroyo       |
| —                      | Mexikanischer Botschafter in Managua 3. Juni 1831 bis 22. Januar 1833      | José Miguel Arroyo       |
| —                      | Mexikanischer Botschafter in San Salvador 3. Juni 1831 bis 22. Januar 1833 | José Miguel Arroyo       |
| José Anastasio Torrens | Mexikanischer Botschafter in Bogotá 1. Oktober 1831 bis 22. Januar 1833    | José Miguel Arroyo       |
| —                      | Mexikanischer Botschafter beim Heiligen Stuhl 7. November 1836             | Enrique Olivares Santana |